# Edouard Hamman

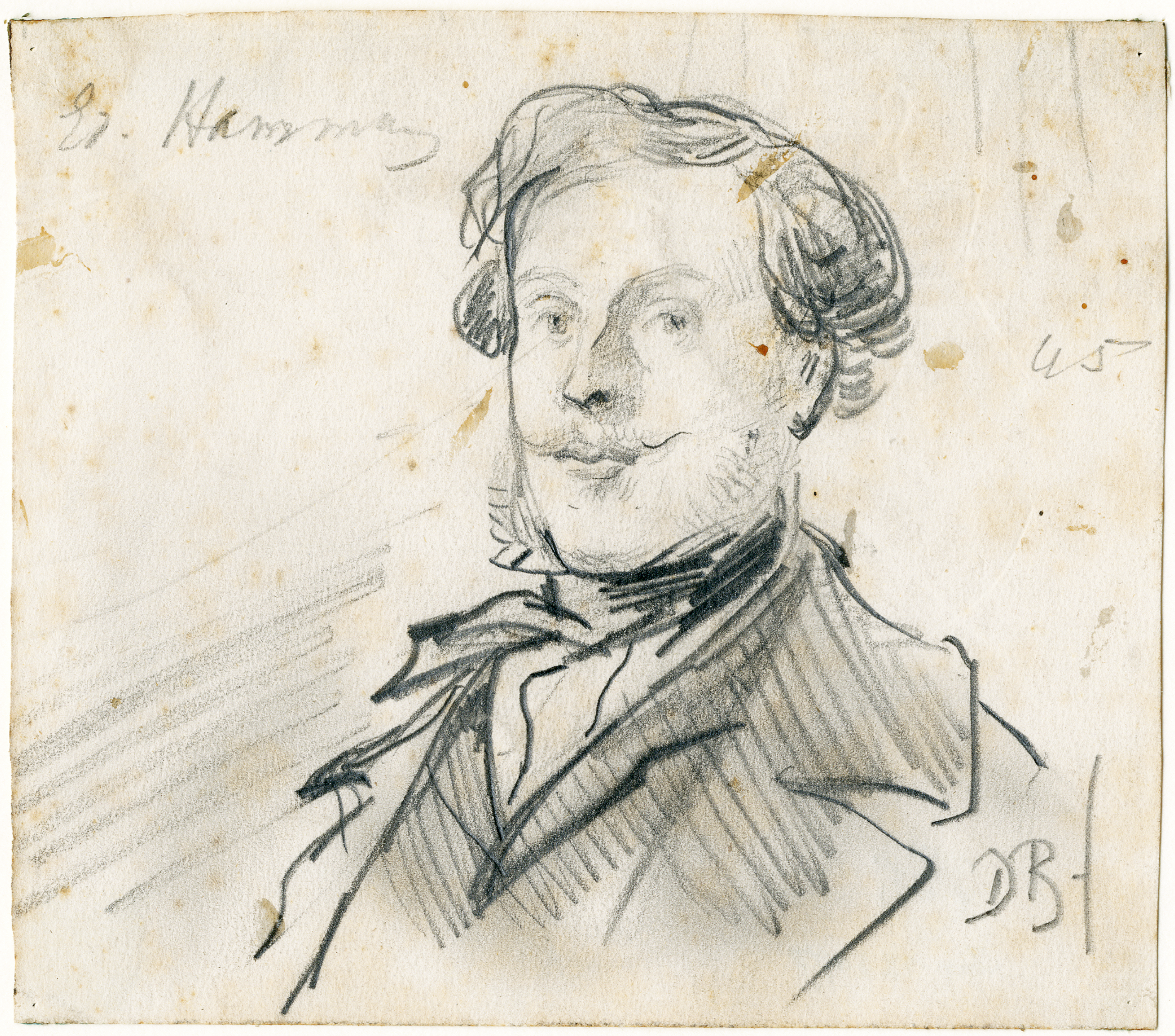
Portret van Edouard Hamman door David Bles

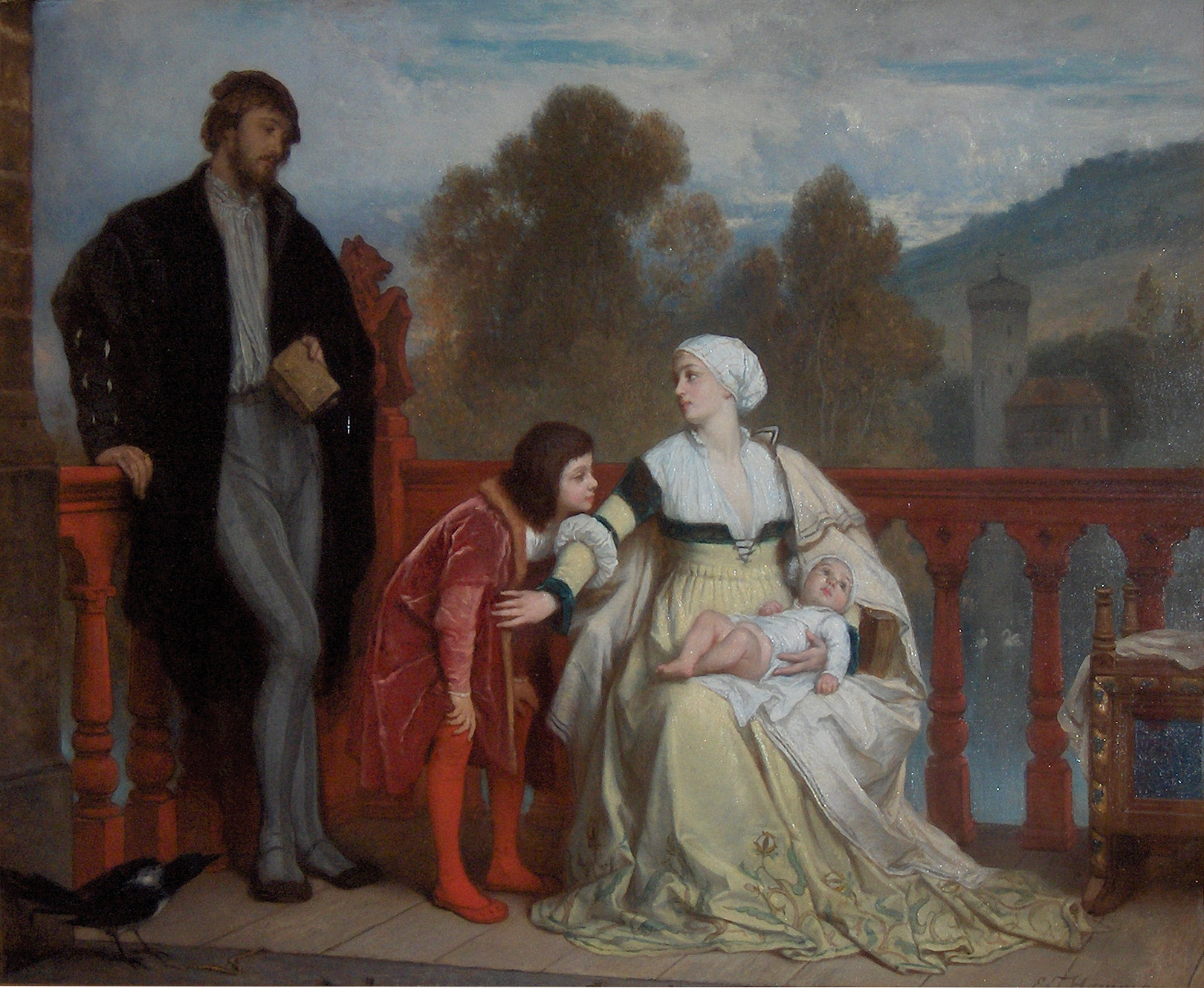
De nieuwgeborene
Edouard Hamman en zijn gezin in historische kledij
MSK, Oostende

Edouard Jean Conrad Hamman (Oostende, 24 september 1819 – Parijs, 30 maart 1888) was een Belgisch kunstschilder en graveur die zich speciaal toelegde op het uitbeelden van historische anekdotes uit het leven van beroemde vorsten, kunstenaars en geleerden.

## Korte biografie
Hij was de zoon van Michel Hamman (1786-1852), stadsontvanger te Oostende en van Anne-Louise Wieland (1791-1887). Hij had zes broers en zusters: Michel (1817-1860), Adèle (1821-1843), Thomas (1824-1887), Paul (1825-1901), Cécile (1828-1832) en Auguste (1832-1935).
Langs vaderszijde was Edouard Hamman nauw verwant met de Oostendse families Van Cuyck, Beernaert en Royon, die allen tal van kunstenaars in hun rangen telden.
Hij huwde in 1853 te Parijs met Louise-Jenny Audiat (1835-1925). Uit dit huwelijk ontsproten vijf kinderen: Edouard-Michel-Ferdinand (Parijs, 1854-1952) die kunstschilder werd (vnl. van diertaferelen); Maurice (1855-1934) die de vader werd van Jean Paul “Joë” Hamman (1883-1974) filmacteur, avonturier en vriend van Buffalo Bill; Annette-Marguerite (1858-1925) die pianiste werd; Alice, die kunstschilderes werd (aquarellen, onder andere in het museum van Bourges)) en Louise.
In de loop der jaren woonde hij op de volgende adressen:
- Antwerpen: Jodenstraat 1332, de Suikerrui 599 en Kipdorp 1649
- Parijs: ca. 1853: rue des Martyrs, 62; ca.1861: rue de Douai, 12; Rue de Prony 95.

Hamman werd benoemd tot Ridder in de Leopoldsorde (1854), Officier in 1886; Ridder in het Legioen van Eer (1864); cavalière dell’Ordine dei Santi Maurizio e Lazzaro (1867). Hij was een intimus aan het Franse Keizerlijk Hof van Napoleon III. Zijn vrouw was zelfs gezelschapsdame van keizerin Eugenie.

## Jeugd en opleiding
Hamman bracht zijn jeugdjaren te Oostende door in een gegoed milieu. Zijn vader was handelaar, stadsontvanger en secretaris van de Oostendse Handelskamer. Hij stichtte in 1830 een voorzienigheidskas ten behoeve van vissersweduwen en vissers die werkonbekwaam werden.
Over deze periode in Edouard Hammans’ zijn leven zijn geen gegevens meer voorhanden. Uiteraard moet hij een duidelijke artistieke aanleg getoond hebben. Volgens de biografie van François Bossuet (door de kunstcriticus Gustave Lagye in La Fédération Artistique van 1883 gepubliceerd), kreeg Hamman als kind onderricht van Bossuet aan de in 1820 gestichte Oostendse School voor Teeken- en Bouwkunde.
In het schooljaar 1837-1838 was hij ingeschreven als leerling van de Antwerpse Academie in de klas “beginselen figuren”. In dezelfde klas zaten Sebastiaan Pittoors, Jozef Lies, Charles Serrure, John Angus, Louis Van Kuyck , Auguste Serrure, Jozef Janssens en Karel Verlat , die allen min of meer bekendheid als kunstenaar verwierven. In 1838-1839 was hij ingeschreven voor de winteroefeningen “Antieken”.
Bovendien was Hamman leerling van de historie- en portretschilder Nicaise de Keyser (1813-1887), in diens privé-atelier in het Vleeshuis te Antwerpen. Hamman wordt ook vernoemd als "leerling van Hendrik Leys". In feite had Leys géén enkele leerling in de strikte zin van het woord. Er waren wel een aantal beginnende kunstenaars, die van tijd tot tijd in zijn atelier werkten,en naar hem toekwamen voor advies. Hij was aldus de vriend en raadgever van vele jonge kunstenaars.
Het atelier van De Keyser fungeerde zowat als de tegenhanger voor de officiële Antwerpse Academie, die sterk onder de invloed van Gustaaf Wappers stond. Tussen Wappers en De Keyser bestond er een felle na-ijver.

## Debuut
Edouard Hamman debuteerde tijdens het Gentse Salon van 1838 met een niet nader omschreven Scène in een interieur. Kort nadien onderging hij de invloed van de destijds beroemde Doornikse schilder Louis Gallait (1810-1887). Maar eigenlijk lagen de stijlen van Wappers, De Keyser en Gallait nogal dicht bij elkaar.

## Doorbraak

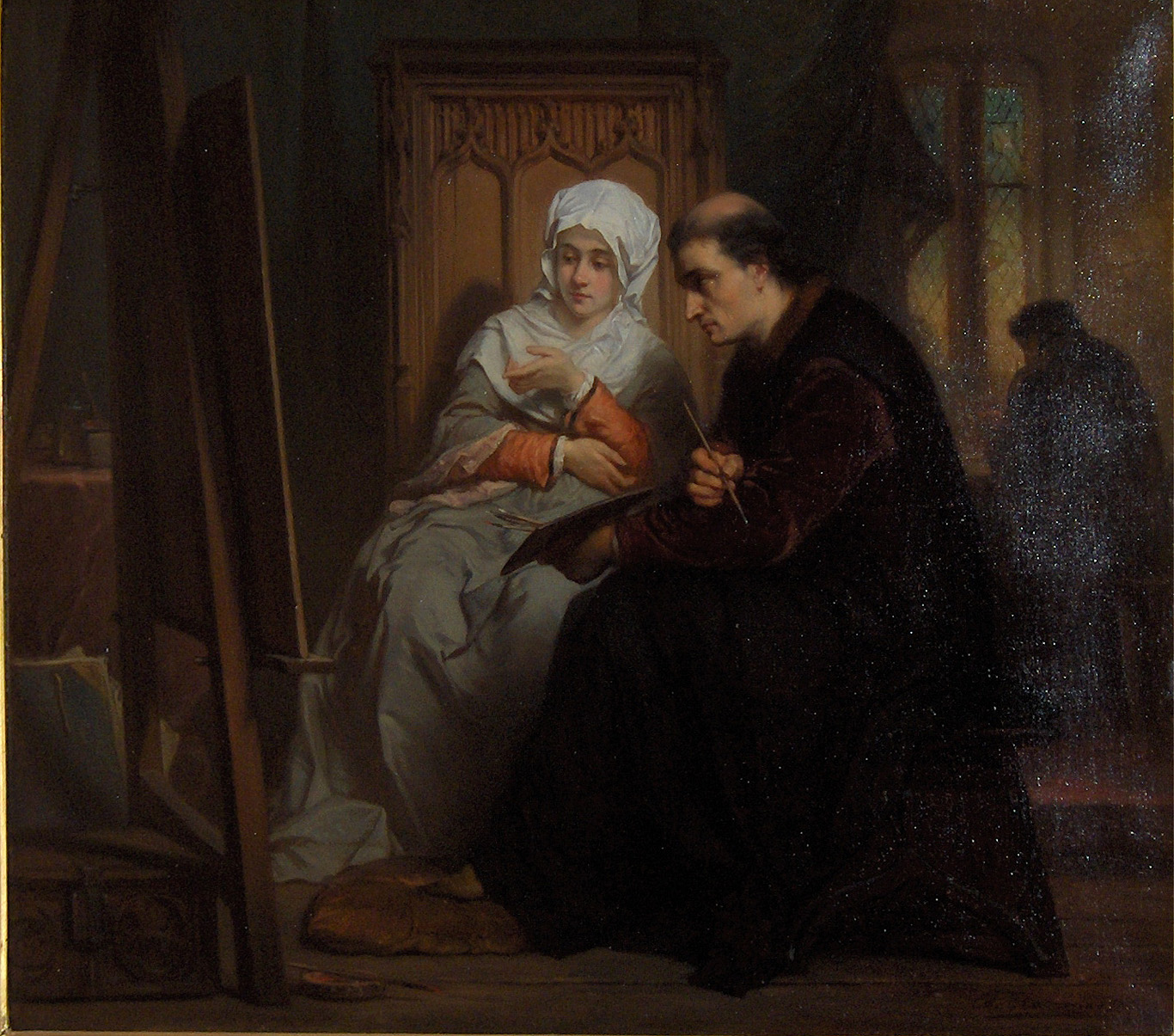
De bekentenis (1859)
MSK, Oostende

Hamman ging zich speciaal toeleggen op het uitbeelden van anekdotes uit het leven van beroemde vorsten, kunstenaars en geleerden. Een eerste groot succes behaalde hij tijdens het Brusselse Salon van 1842 met zijn Laatste ogenblikken van Zurbaràn. Het schilderij werd met een zilveren medaille bekroond. Van omstreeks 1842 dateren ook enkele etsen, beschreven bij Hippert en Linnig. Het zijn zonder uitzondering zeldzame stukken.
Na zijn verhuizing naar Antwerpen, woonde Edouard Hamman achtereenvolgens in de Jodenstraat 1332, de Suikerrui 599 en Kipdorp 1649. Aan de Suikerrui deelde hij een woning met kunstenaar Paul. Haesaert (1813-1893). Gedurende deze “Antwerpse jaren” kende Hamman een snelle opgang. In 1842 ontving Hamman een belangrijke regeringsopdracht: een schilderij van de Zegevierende Intocht van de Aartshertogen Albrecht en Isabella te Oostende in 1604. Het schilderij, bestemd voor het Oostendse stadhuis, was voltooid het jaar daarop en werd toen getoond in het Antwerpse Salon, alwaar het een grote bijval kende. In het tijdschrift La Renaissance verscheen algauw een reproductielitho naar het doek. Het werk zelf werd vernield tijdens de Tweede Wereldoorlog gedurende het Duits bombardement van het Oostends stadhuis in 1940
Zeer vermeldenswaardig zijn ook Hammans boekillustraties bij Van Hasselts La Belgique Monumentale (1843-1845), bij Hendrik Conscience' Siska van Rosemael (1846), alsook bij Pieter Frans van Kerckhovens Fernand de Zeerover (1845). Deze werken werden uitgegeven door het bekende Antwerpse uitgeversbedrijf J.E. Buschmann.
Hij nam ook deel aan de decoraties van de Brusselse Muntschouwburg. Deze versieringen bestaan ondertussen niet meer.
In 1846 trok Hamman naar Parijs om er zijn studies voort te zetten aan de bekende École des Beaux-Arts. Hij kwam er in de ban van de kunst van Joseph-Nicolas Robert-Fleury (1797-1890) en van Thomas Couture (1815-1879). Hammans inzending naar het Brusselse Salon 1848, bestaande uit Rabelais en Andreas Vesalius werden aangekocht door het Museum te Marseille.
In 1849 maakte Hamman zijn Italiëreis. In diverse musea maakte hij kopieën van schilderijen van bekende renaissancemeesters die hij speciaal bewonderde: Rafaël Santi, Titiaan, Tintoretto en Veronese. Hij zou stijlelementen van deze meesters in zijn eigen stijl verwerken: coloriet, lichtbehandeling, dégradé.

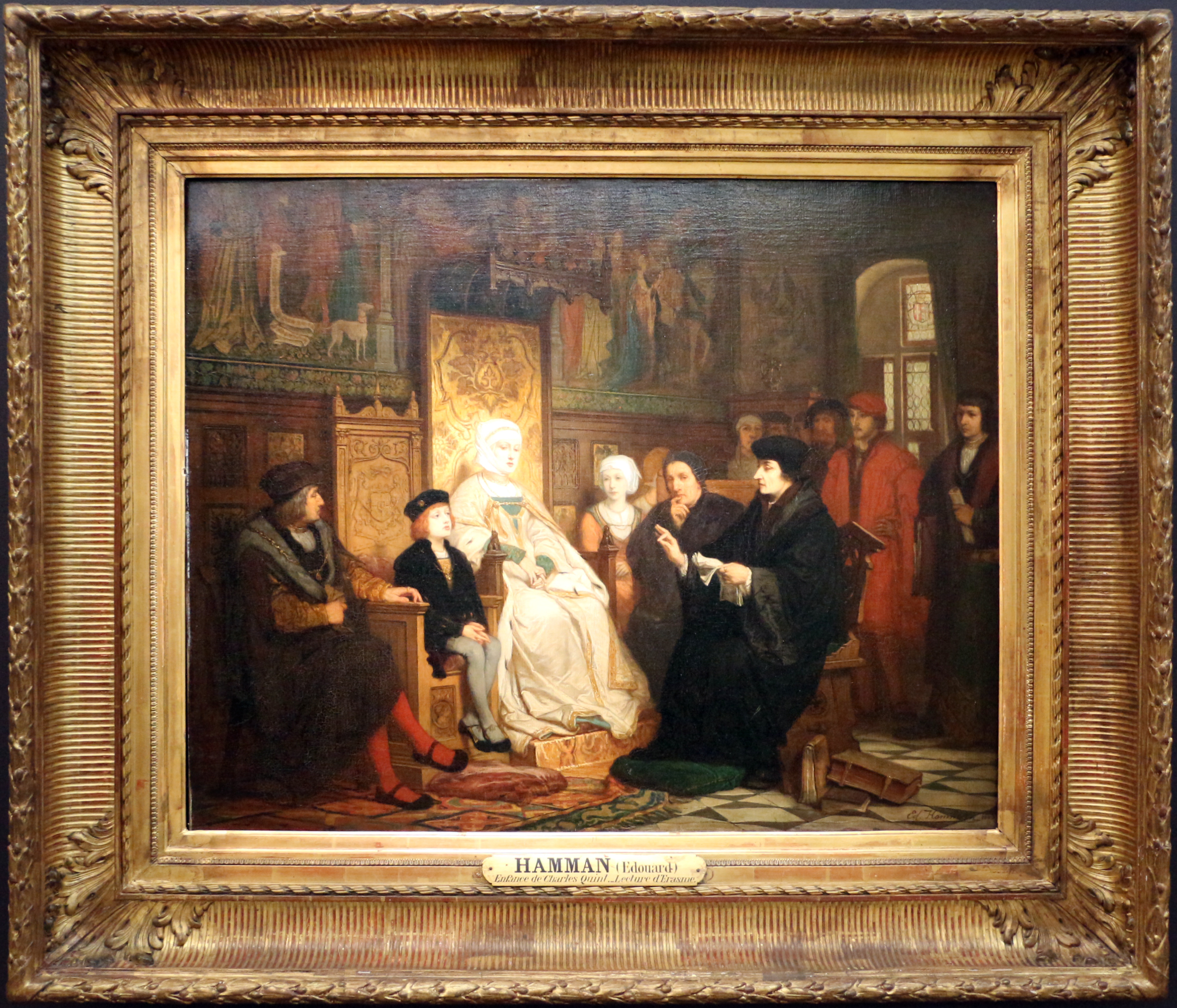
De kinderjaren van Karel V. Lezing van Erasmus (Brussel, 1511), 1863

Het verdere leven van Hamman was er in feite een zonder veel noemenswaardige uiterlijkheden. Het was dat van een gevestigd, succesrijk en welgesteld burgerlijk kunstenaar, met tal van medailles onderscheiden, in 1865 “hors concours” geplaatst voor de zo belangrijke Parijse Salons, hoog in aanzien bij de Franse highlife, niet in het minst aan het hof van Napoleon III en Eugénie.
In 1863 kocht de Franse staat zijn Opvoeding van Karel V voor 4000 FF. Het werk hing destijds in het Musée du Luxembourg, er werd zelfs een prentkaart van uitgegeven. Het bevindt zich nu in de permanente opstelling van het Musée d'Orsay.
Hammans oeuvre omvat een gelijkmatige productie genretaferelen met episodes uit het leven van Ludwig van Beethoven, Christoffel Columbus, Dante, Andrea del Sarto, Dürer, C. W. Gluck, J. Hadyn, Louis XIII, Luther, Wolfgang-Amadeus Mozart, Ambroise Paré, William Shakespeare, Titiaan, Willem van de Velde en vele andere kunstenaars, vorsten en geleerden. Verder ook nog tal van literaire thema’s, veelal naar Shakespeare. Op latere leeftijd schilderde Hamman meer zuivere genrestukken en ook tal van portretten, onder andere dat van Koning Norodom van Cambodja, wat hem een hoge onderscheiding van dat land bijbracht.
Twee verwezenlijkingen van Hamman zijn nog heel speciaal te vermelden.
- een suite van zes schilderijen met thema’s uit de Italiaanse geschiedenis tussen 1864-1866 geschilderd op bestelling van Victor Emmanuel II, Koning van Italië; *
- de reeks Compositeurs Célèbres, portretten van tal van toondichters die ook, door middel van fotografische reproducties, massaal werden verspreid. Deze reeks die ontstond in 1856 en de jaren erna, was zeer populair in de 19e eeuw. Tot op vandaag vinden we deze reproducties terug in monografieën over toondichters.

Tijdens de Frans-Duitse Oorlog (1870-1871) verbleef Hamman te Oostende. Hij schilderde er een stadsgezicht en ook een scheepsportret.
Een poging in 1884 om naam te maken als landschapsschilder met een Klippen aan de Normandische Kust werd afgekeurd door de Parijse salonkritiek. Hammans zoon, Edouard jr. zou wél naam maken als landschap- en dierschilder. Te Parijs woonde Hamman op diverse adressen. Het laatste was Rue de Prony 95, nabij het Parc Monceau.
Hamman was vertegenwoordigd in tal van bekende 19e-eeuwse privéverzamelingen: A. F. van Geertruyen, J. de Bom, Gebr. Delehaye (Antwerpen); M. Emerique, Gustave Coûteaux, Van Becelaer (Brussel); Ridder H. D. Hooft van Woudenberg van Geerenstein (Nederland); Ernest Gambart (Spa-Londen-Nice); Keizerin Eugénie van Frankrijk. In ontelbare huizen prijkten de lithografische en fotografische reproducties die naar zijn bekendste werken uitgevoerd werden door F. A. Laguillermie, A. Mouilleron, Ch. Billoin, Bisson, A. Cornilliet, P. Allais, E. Varin e.a.

## Tentoonstellingen
- 1842, Amsterdam, Tentoonstelling van Levende Meesters: Een buitenhuis met een vertellende krijgsman
- 1844, Amsterdam, Tentoonstelling van Levende Meesters: Een binnenhuis met twee studenten van Salamanca
- 1845, Den Haag, Tentoonstelling van Levende Meesters: Portret, Albrecht Dürer bij Erasmus
- 1846, Rotterdam, Tentoonstelling van Levende Meesters: Rêverie
- 1851, Den Haag: Karel IX en Ambroise Paré. Karel IX verbergt Paré in zijn kamer tijdens de Bartholomeusnacht en Aardse herinnering
- 1853, Den Haag: Andrea del Sarto werkend aan la Nunziata in *Firenze
- 1857, Den Haag, Tentoonstelling van Levende Meesters: Christoffel Columbus op de Santa-María ontdekt Amerika op 11 oktober 1492 bij zonsopgang
- 1861, Antwerpen, Driejaarlijks Salon: Eerste episode uit La Journée des Dupes. 11 november 1630. Kardinaal de Richelieu betrapt Louis XIII en Marie de Medicis die in het geheim overleggen over zijn verwijdering., De dochter van de Condottiere (toen verz.. Van der Donckt, Brussel)
- 1866, Den Haag, Tentoonstelling van Levende Meesters: In den gondel
- 1871, Amsterdam, Tentoonstelling van Levende Meesters: Duitse dichter en zijn gezin
- 1877, Amsterdam, Tentoonstelling van Levende Meesters: Dame wandelend op haar buitenplaats (Verz. Koning Willem), Devotie (verz. P. Verloren van Themaat).

## Musea en openbare verzamelingen
- Antwerpen, Stedelijk Prentenkabinet
- Antwerpen, Koninklijk Museum voor Schone Kunsten Antwerpen: Het ontwaken van Montaigne (1847) en François I vertrekt op jacht (ca. 1863)
- Bethesda (U.S.A.), U.S. National Library of Medicine: Vesalius die een lijk ontleedt (litho)
- Boedapest
- Brussel, Koninklijk Museum van het Leger en de Krijgsgeschiedenis: Portret van een pakketboot op de Oostende-Doverlijn
- Brussel, Museum voor Moderne Kunst: De mis van Adriaen Willaert (1854)
- Brussel, Koninklijke Bibliotheek van België/Prentenkabinet
- Cremona, Museo Stradivariano: De vioolbouwer Stradivarius in zijn atelier (gravure door A. Mouilleron naar het verscholen schilderij van Hamman)
- Den Haag, Gemeentemuseum Den Haag
- Haarlem, Teylers Museum
- Ithaca (NY; U.S.A.), Cornell-University: Vesalius
- La Rochelle, La Musée des Beaux-arts de La Rochelle: Mary Stuart Frankrijk verlatend
- Le Mans: Het Gebedshuis
- Leeuwarden, Fries Museum
- London, British Museum
- Los Angeles, Fine Arts Museum of Los Angeles: Mary Stuart verlaat Frankrijk (aquarel; 1860)
- Luik, Grand Curtius: De Gitaarles
- Minneapolis Art Collection
- Moskou, Rumjanzeff Museum
- New York, Public Library
- Oostende, Mu.ZEE (voorheen M.S.K.): De eerstgeborene, De bekentenis, Mozart (kopergravure), 2 aquarellen; de vooroorlogse collectie van het M.S.K. werd vernield in 1940.
- Parijs, Musée d'Orsay: De opvoeding van Karel V (1863) (voorheen: in Caen en nog vroeger in Parijs, Musée du Luxembourg)
- Reims: Romea en Julia
- Sint-Petersburg, Ermitage: Illusions Perdues
- Straatsburg: Venetië.

Zijn schilderijen voor 1940 aanwezig in het Museum van Oostende gingen verloren tijdens de brand na het bombardement in 1940.
In de Koninklijke Verzameling te Brussel bevindt zich een Lezende vrouw (1841).

## Iconografie
Hamman verwerkte een zelfportret in zijn Intocht van Albrecht en Isabella (1842-43) en wel in de figuur uiterst rechts. Het schilderij, Hamman en zijn gezin in het atelier, behoorde destijds toe aan Paul Hamman. Van Edouard Hamman zijn verder ook enkele portretfoto’s gekend (onder andere in verzameling van de Koninklijke Bibliotheek Albert I te Brussel).

## Postzegels
Italië, 1937 (twee waarden; 200e verjaardag Stradivarius)

## Straatnaam
Oostende: Eduard Hammanstraat
- Bibliothèque nationale de France: cb149754857 (data)
- Gemeinsame Normdatei: 17421751X
- International Standard Name Identifier: 0000 0000 6657 9247
- Base Léonore: LH//1262/37
- Nationale Bibliotheek van Tsjechië: xx0228386
- RKD-Nederlands Instituut voor Kunstgeschiedenis: 35685
- Système universitaire de documentation: 263594165
- Union List of Artist Names: 500048087
- Virtual International Authority File: 44565900
- WorldCat: E39PBJx4tRYPMqtYcTv8Yw86Kd